# Неокатастрофизм

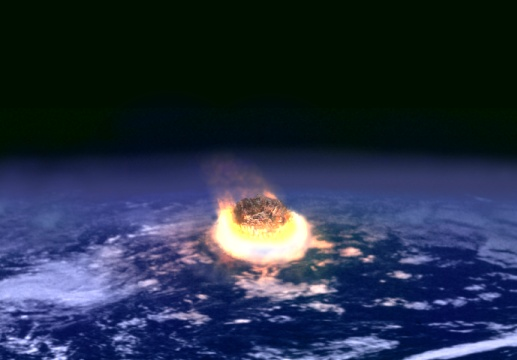
Катастрофы планетного масштаба

Неокатастрофизм — ряд гипотез, согласно которым, важную роль в эволюции играют катастрофы планетного масштаба.
В отличие от катастрофизма, неокатастрофизм не связан с креационизмом.
Крупными катастрофами, вызывающими эволюционные изменения, могут быть вспышки тектонической активности, приводящие к появлению волн цунами, нарушающих экосистемы на обширных прибрежных территориях. Очень популярны представления о крупных катастрофах, вызываемых падением астероидов.

## Теории

### Биология
Катастрофы планетарного масштаба, такие как падение крупного метеорита, могут вызывать изменения флоры и фауны, как это было на границе мезозоя и кайнозоя — вымирание динозавров, массовое расселение птиц и млекопитающих, вытеснение голосеменных растений покрытосеменными.
Вероятно, что с катастрофой связано и Массовое пермское вымирание (неформально именуемое как «Великое вымирание»,, или как «Мать всех массовых вымираний»)— сформировало рубеж, разделяющий пермский и триасовый геологические периоды, то есть палеозой и мезозой, примерно 251,4 млн лет назад. Является одной из крупнейших катастроф биосферы в истории Земли, привела к вымиранию 96 % всех морских видов, и 70 % видов речных позвоночных. Катастрофа стала единственным известным массовым вымиранием насекомых, в результате которого вымерло около 57 % биологических родов и 83 % всего класса насекомых. Ввиду утраты такого количества и разнообразия биологических видов восстановление биосферы заняло намного более длительный период времени по сравнению с другими катастрофами, приводящими к вымираниям. Модели, по которым протекало вымирание, находятся в процессе обсуждения. Различные научные школы предполагают от одного до трёх толчков вымирания.

### Геология
Катастрофы — такая же нормальная форма природных процессов и развития природы, как и периоды постепенного изменения. Ураганы и бури играют решающую роль в осадконакоплении.
Диастрофы (тектонические катастрофы) — поднятия горных хребтов и складок, резко влияющие на изменение климатического режима и других физико-географических условий.
Учёные-диастрофисты:
- Дмитрий Соболев (1872—1949) — считал, что «величайшие потрясения в истории животных, сопровождавшиеся великими вымираниями морских и наземных форм, наступали каждый раз при приближении эпохи большого диастрофизма»[9]
- Ханс Штилле (1876—1966)
- Николай Страхов (1900—1978)

Марксистско-ленинская философия в конце 1930-х годов резко критиковала неокатастрофистов в таких выражениях:

Н. М. Страхов, идет дальше Штилле и расширяет его реакционные каноны «до значения общетектонической историкогеологической концепции» и именно в этом он видит огромные заслуги фашистского геолога Штилле.
Все эти факты свидетельствуют о том, что некоторые наши геологи забыли указания Маркса и Энгельса, Ленина и Сталина о том, что новое создается в результате длительного развития, длительной борьбы со старым, что всегда, не только в фазы революции, но и в периоды между революциями происходит борьба отживающего старого с нарождающимся новым.
Наконец, катастрофисты и диастрофисты — штиллеанцы, в защиту своих позиций любят, обычно, ссылаться на то, что вследствие диастроф изменяется резко климат, а это в свою очередь вызывает полное перерождение фауны. Это, конечно, тоже заблуждение.
Совершенно ясно, что возрождение этой концепции теперь, в наши дни, когда мы имеем такую могучую теоретическую базу, как великое учение Маркса, Энгельса, Ленина и Сталина, можно объяснить только проникновением «модных» идей реакционной буржуазной науки с Запада, из лагеря загнившего капитализма. Поэтому, задача советских геологов и нашей советской геологической печати — объявить решительную борьбу против остатков этих жалких идей и решительно разоблачить все виды их проявления, опираясь в этой борьбе на учение Маркса, Энгельса, Ленина и Сталина и на научное наследство Дарвина и всех подлинных дарвинистов.
— Михаил Варенцов. Борьба на два фронта в современной геологии — против неокатастрофистов и вульгарных эволюционистов.
Возрождение катастрофистских теорий связывается с предположением Альвареса, высказанным в 1980 году, о том, что вымирание динозавров на границе мелового и палеогенового периода было вызвано мощным столкновением с астероидом или кометой. Дальнейшие исследования привели к открытию кратера Чиксулуб на полуострове Юкатан и следов иридия в нём, характерного для космических объектов, что считается подтверждением определённого влияния космической катастрофы на массовую гибель динозавров.
Наличие периодичности в геологических событиях отмечают Ричард Стазерс и Майкл Рампино. В своих исследованиях они обнаружили связь между различными катастрофическими событиями и временными циклами продолжительностью около 30 миллионов лет. Периодически повторяются вымирания видов, столкновения с космическими объектами и повышенная вулканическая активность. Ученые предполагают, что возможно существование общей астрофизической причины, такой как прохождение Солнечной системы, вращающейся вокруг центра Галактики, через зоны концентрации тёмной материи.
Возможные механизмы того, каким образом тёмная материя может вызывать геологические события, до сих пор являются предметом исследования. Одна из гипотез заключается в том, что концентрация тёмной материи в земном ядре может привести к её самоаннигиляции и высвобождению значительного количества энергии. Лишнее тепло из ядра Земли повысит температуру границы между ядром и мантией, что может вызвать появление мантийного плюма. С такими плюмами связывается трапповый вулканизм, появление континентальных разломов и начало нового цикла расширения дна океана. Подобные процессы могут создавать периодичные импульсы геологической активности, которые соответствуют циклам катастроф и массовых вымираний. Данная гипотеза является на данный момент неподтверждённой и нуждается в дальнейших исследованиях.

## Неокатастрофическое объяснение парадокса Ферми
Неокатастрофизм был предложен в качестве объяснения парадокса Ферми, поскольку он предлагает механизм, который может задержать другие ожидаемые образования мыслящих существ в локальной галактике вокруг Земли. Это объясняет, почему человечество еще не обнаружило их.
По оценкам, планеты, напоминающие Землю в Млечном Пути, начали формироваться 9 миллиардов лет назад. Их средний возраст составляет 6,4 ± 0,7 миллиарда лет. Более того, 75 % звезд в галактической экосфере старше Солнца. Это делает существование потенциальных планет, на которых развивалась разумная жизнь, более вероятным, чем не старше 4,54 миллиарда лет Земли. Это создало наблюдательную дилемму, потому что межзвездное путешествие (даже медленный тип, который почти находится в пределах досягаемости современных земных технологий) теоретически, если это где-то произошло, может занять от 5 до 50 миллионов лет, чтобы колонизировать галактику, Это приводит к загадке, впервые поставленной в 1950 году физиком Энрико Ферми, в честь которого назван парадокс: почему здесь нет инопланетян или их артефактов?
Астробиологическая эволюция является предметом регулирования механизмов, останавливающих или задерживающих появление сложных объектов, способных к межзвездной связи и технологий, позволяющих совершать такие путешествия. Эти механизмы работают путем временной стерилизации планет экосферы. Наиболее важный из предложенных регуляторных механизмов основан на гамма-всплесках.
Часть неокатастрофической гипотезы состоит в том, что эволюция звезд создает уменьшающуюся последовательность таких бедствий, увеличивая длину «окна», в течение которого разумная жизнь может возникать по мере старения галактики. Согласно моделированию, это создает возможность фазового перехода: после пересечения определенной точки галактика из места, по существу лишенного жизни с несколькими островками простой жизни, становится даже переполненной сложными формами жизни.